# باتاپولا
باتاپولا (انگلیسی: Batapola) یک منطقهٔ مسکونی در سری‌لانکا است که در استان جنوبی (سری‌لانکا) واقع شده‌است.